# Ромеро, Ребекка
Ребекка Джейн Ромеро (англ. Rebecca Jayne Romero; родилась 24 января 1980) — британская гребчиха и велосипедистка, серебряный призёр Олимпийских игр 2004 года в академической гребле (парные четвёрки) и чемпионка Олимпийских игр 2008 года в трековых велогонках (гонка преследования). Чемпионка мира по академической гребле 2005 года, двукратная чемпионка мира по трековым велогонкам 2008 года. Известна не только как отличный спортсмен, но и как дипломированный специалист в области маркетинговых технологий; совмещала обучение в университете со спортивной карьерой. В настоящий момент учится в Честерском университете на бакалавра по специальности «Физическая культура и диетология».

## Биография

### Ранние годы
Родилась в округе Каршелтон на юге Лондона. Отец — испанец, мать — англичанка. Детство провела в Уоллингтоне, где училась в Уоллингтонской женской школе. Училась в Университетском колледже Сэйнт-Мэри в Твикенхеме с 2002 по 2006 годы, окончив колледж с дипломом по специальности «Маркетинговые коммуникации». В колледже занималась как академической греблей, так и велоспортом (причём последним занимается с двух лет).

### Академическая гребля
Ребекка занималась в колледже академической греблей. В 2004 году она дебютировала на Олимпийских играх 2004 года в Афинах, завоевав серебряные медали в составе сборной в соревнованиях парных четвёрок, уступив только немкам. Через год она выиграла чемпионат мира в японском Гифу в той же категории. Из-за постоянных проблем со спиной Ромеро ушла из академической гребли в 2006 году.

### Велоспорт
Ребекка вскоре переключилась на велоспорт и достигла значительных успехов. В декабре 2006 года в Москве прошёл этап Кубка мира UCI, на котором Ромеро участвовала в гонке преследования. Ребекка стала серебряным призёром, пропустив вперёд соотечественницу Венди Хувенагель. В марте 2007 года она завоевала первую медаль чемпионата мира в Пальме-де-Майорке, и это снова было «серебро» (гонка преследования 3 км); через год спортсменка завоевала сразу две золотые медали в индивидуальной и командной гонке преследования на домашнем чемпионате в Манчестере. Партнёршами по сборной были та же Венди Хувенагель и Джоанна Роузелл.

### Олимпиада-2008
В 2008 году Ромеро снова появилась на Олимпиаде, став первой британской олимпийской спортсменкой нескольких видов спорта, а её победа в гонке преследования в Пекине ещё позволила ей стать второй медалисткой летней Олимпиады, выигравшей медали в нескольких видов спорта (первой стала Розвита Краузе из ГДР, пловчиха и гандболистка). За этот успех 31 декабря 2008 Ребекка была награждена Орденом Британской империи (MBE). В честь велогонщицы была даже названа станция метро в Лондоне.
17 августа 2008 Ребекка снялась в обнажённом виде в рекламной фотосессии компании по производству энергетических напитков Powerade в рамках олимпийской рекламной серии. Помимо неё, в фотосессии снялись также прыгун Филипп Идову и пловец Грегор Тейт.

### После Олимпиады
В октябре 2009 года Ромеро собиралась вернуться на трековые велогонки, однако слухи о том, что индивидуальную гонку исключат из олимпийской программы, вынудили её отказаться от этой идеи. В конце концов, в декабре 2009 года гонку исключили из программы, и тем самым Ребекка Ромеро стала последним чемпионом в гонке преследования. Вместе с тем она решила перейти на шоссейные велогонки.
В августе 2009 года она приняла участие в веломарафоне Лэндс-Энд — Джон О’Гротс на тандеме вместе с Джеймсом Крэкнеллом, однако сошла с дистанции на полпути из-за травмы колена.
После серии неудач в октябре 2011 года Ребекка снялась с квалификационного турнира к Олимпиаде-2012, отказавшись от участия в домашних Олимпийских играх. Вместе с тем она обещала принять участие в соревнованиях по триатлону в Майорке и Болтоне.